# バレオコン・マネジメント・コンサルティング
バレオコン・マネジメント・コンサルティング(Valeocon Management Consulting)は、2003年にゼネラル・エレクトリック在籍者およびハンズオン支援を提供するコンサルティング会社パートナーらが中心になり設立したグローバル・コンサルティング・ファームである。
ハンブルク（ドイツ）に本社を置き、アメリカ、ドイツ、イタリア、フランス、日本、シンガポール他、世界各国にオフィスを持つ。在籍するコンサルタントは約150名。"VALEOCON"とは、「共に元気になる」という趣旨のラテン語の造語である。

## 概要
”Direct the Power”をコンセプトとし、短期的に成果を創出し、長期にわたり成長を持続させることを目標としている。ヨーロッパを中心として確立した独自の手法でサステイナブル企業への変革支援を強みとする、実践ファーム。定量的成果をコミットし、組織改革の実践とその方法論（オペレーショナル・エクセレンス、バレオコンマネジメントシステム、シックス・シグマ、ワークアウト、リーン生産方式など)を用いてクライアントと共に成果創出を実現する。
ライフサイエンス(製薬・ヘルスケア関連機器・病院)業界に関して実績を豊富に持つとともに、日本におけるグローバルリーダー育成にも多くの実績がある。

## 日本法人
2009年、東京にアジア・パシフィックを統括する日本支社（バレオコン・ジャパン）を開設。現在は渋谷区神宮前にオフィスを構える。日本支社長は太田信之。